# Riflesso
In fisiologia un riflesso è una risposta involontaria ad uno stimolo, mediata da elementi nervosi,  che termina con una risposta. I riflessi hanno generalmente lo scopo di mantenere l'omeostasi dell'organismo. In ambito animale i riflessi competono generalmente al sistema nervoso, all'apparato endocrino o ad entrambi.

## Componenti
La genesi di un riflesso richiede alcuni componenti fissi:
- Uno stimolo, che può essere costituito dal cambiamento di una variabile ambientale (ad esempio la concentrazione di glucosio) o dalla comparsa o scomparsa di un segnale (ad esempio l'accensione o lo spegnimento di una luce)
- Un sensore, o recettore sensoriale, che controlla continuamente l'ambiente di sua competenza e percepisce lo stimolo
  - Una via afferente che conduce dal recettore al centro di controllo
- Un centro di integrazione o centro di controllo che elabora l'informazione e fornisce la risposta più appropriata. Può essere un neurone o una cellula del sistema endocrino.
  - Una via efferente che conduce dal centro di controllo all'effettore
- Un effettore, rappresentato dalla cellula o dal tessuto che mette in pratica materialmente la risposta.

Nei riflessi più semplici il sensore e il centro di integrazione coincidono (manca la via afferente). Nei riflessi più complicati il segnale può attraversare fino a tre centri di integrazione prima di generare una risposta.

### Sensore
Il sensore è il sistema che percepisce lo stimolo. Può essere un organo, un tessuto o un gruppo di cellule specializzate. Ogni sensore ha una soglia caratteristica, cioè un livello di intensità al di sotto del quale i segnali non vengono percepiti.

### Centro di integrazione
Il centro di integrazione riceve i segnali dal sensore tramite una via afferente e li elabora per produrre una risposta appropriata. Una via riflessa può includere uno o più centri di integrazione. Un singolo centro di integrazione può ricevere segnali, anche contrastanti, da più sensori. In tal caso dovrà valutare l'intensità e l'importanza dei singoli segnali per produrre la risposta più adatta.

### Effettore
L'effettore è la cellula o il tessuto che riceve il segnale del centro di integrazione tramite una via efferente, e può essere rappresentato da qualsiasi cellula dell'organismo. La risposta può essere analizzata a due diversi livelli, la risposta cellulare, estremamente specifica, a livello della cellula bersaglio, e la risposta sistemica, che indica l'effetto delle varie risposte cellulari su tutto l'organismo.

## Tipi di riflesso

### Riflessi nervosi
I riflessi nervosi sono quelli che coinvolgono il sistema nervoso. Sono di norma di rapida insorgenza e di breve durata. L'intervallo di tempo dallo stimolo alla risposta in un riflesso nervoso è dell'ordine dei centesimi o dei millesimi di secondo. I sensori del sistema nervoso sono gli organi di senso, la via afferente è rappresentata dai neuroni delle fibre afferenti. Il centro di integrazione è costituito dagli interneuroni del sistema nervoso centrale, e può essere nel cervello o nel midollo spinale nel caso dell'arco riflesso spinale. Le fibre efferenti costituiscono la via efferente, mentre il tessuto muscolare, le ghiandole e il tessuto adiposo sono gli effettori. Dato che il segnale elettrico trasmesso dalle fibre nervose è sempre uguale, le vie riflesse nervose sono identificate anatomicamente in base al nervo interessato. Essendo il segnale di intensità fissa, per ottenere effetti maggiori si ricorre a stimoli ripetuti. I riflessi nervosi hanno una notevole importanza in ambito diagnostico.

### Riflessi endocrini
I riflessi endocrini sono quelli che riguardano il sistema endocrino. Sono di norma più lenti rispetto ai riflessi nervosi (tempo di insorgenza che va da pochi secondi ad alcune ore, a seconda della via interessata) e sfruttano una serie di molecole chiamate ormoni, in grado di garantire la comunicazione cellulare a grande distanza. Nei riflessi endocrini il sensore e il centro di integrazione coincidono, manca quindi la via afferente. Il centro di integrazione è costituito da un gruppo di cellule endocrine, solitamente localizzate in una ghiandola, che secernono ormoni in risposta allo stimolo. La via efferente dal punto di vista anatomico è unica per tutti i riflessi endocrini, ed è costituita dall'apparato circolatorio. Le vie efferenti endocrine si caratterizzano quindi in base all'ormone rilasciato. L'effettore può essere qualunque cellula dell'organismo che abbia il recettore per l'ormone in questione.

### Riflessi neuroendocrini
I riflessi neuroendocrini coinvolgono entrambi i sistemi. Nel caso più semplice un neurone efferente rilascia direttamente in circolo una molecola attiva, chiamata neurormone, nei casi più complessi la via può comprendere fino a tre diversi centri di integrazione (uno nervoso e due endocrini), come del caso delle vie che coinvolgono gli ormoni ipotalamici e l'ipofisi anteriore.

## Sistemi di controllo

### Feedback negativo
Il feedback negativo è un sistema di retroazione che ha lo scopo di mantenere l'omeostasi dell'organismo. In tale sistema la risposta agisce sullo stimolo o sul centro di integrazione per far cessare il riflesso. Questo sistema è utilizzato laddove una variabile abbia bisogno di essere mantenuta all'interno di specifici valori di riferimento. Ne è un esempio la glicemia: un aumento del suo valore stimola le cellule β del pancreas a secernere insulina, la quale stimola il tessuto muscolare e quello adiposo ad assorbire lo zucchero, facendo così tornare la glicemia nei livelli normali e cessare quindi lo stimolo.

### Feedback positivo
Il feedback positivo interviene nei riflessi non omeostatici. In questo caso la risposta rafforza lo stimolo, e il riflesso continua ad amplificarsi finché non interviene un evento esterno ad interromperlo. Un esempio di circuito a retroazione positiva è il parto: il bambino preme con la testa sulla cervice uterina, che possiede dei recettori che danno il via ad un riflesso neuroendocrino che ha la sua risposta nella produzione di ossitocina. L'ossitocina provoca la contrazione dell'utero, che ha l'effetto di spingere ancora di più il bambino contro la cervice, il che aumenta la secrezione di ossitocina e così via, aumentando le contrazioni finché il bambino non nasce.

### Feedforward
Il feedforward, o controllo anticipatorio, si basa su una serie di sistemi complessi che consentono di prevedere un cambiamento che sta per verificarsi e dare il via al riflesso in anticipo sullo stimolo vero e proprio. Ne sono esempi la salivazione quando si vede il cibo (o quando si pensa ad esso) o la reazione di attacco o fuga. Molti riflessi condizionati si basano su questo tipo di sistema di controllo.